# Vereinigte Politische Führung

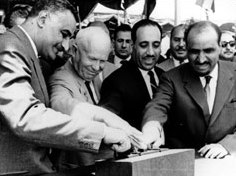
V. l. n. r.: Nasser, Chruschtschow, Arif und as-Sallal bei der Einweihung des Assuan-Staudamms im Mai 1964.
(Arif soll Chruschtschow damals eine Konversion zum Islam empfohlen haben.)

Eine Vereinigte Politische Führung (arabisch قيادة سياسية موحدة, DMG qiyāda siyāsiyya muwaḥḥada, auch Vereinigtes Politisches Kommando) war 1964 zwischen den Präsidenten Ägyptens und Iraks (Gamal Abdel Nasser und Abd as-Sallam Arif) bzw. zwischen den Präsidenten Ägyptens und Nordjemens (Nasser und Abdallah as-Sallal) vereinbart worden. Sie sollte als gemeinsame Übergangsregierung fungieren, um den allmählichen Zusammenschluss Ägyptens und Iraks bzw. Ägyptens und Nordjemens zu einem Einheitsstaat bzw. den Anschluss Iraks und Jemens an die Vereinigte Arabische Republik (Ägypten) vorzubereiten.
Beide (voneinander unabhängigen) Projekte scheiterten spätestens 1966 bzw. 1967, dennoch gab es noch bis 1979 ähnliche Führungsallianzen zwischen Ägypten, Syrien, Jordanien, Irak, Libyen und Sudan.

## Vereinigte Arabische Republik (1964–1966): Ägypten und Irak

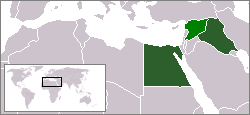
Die Vereinigte Arabische Republik von 1963 scheiterte in Syrien, 1964 versuchten es Ägypten und Irak nochmals bilateral

Im Sommer 1963 war die als Neuauflage der Vereinigten Arabischen Republik geplante Ägyptisch-Irakische-Syrische Föderation gescheitert und das Bündnis zwischen Nasseristen und Baathisten zerbrochen. Nach dem Sturz der irakischen Baath-Regierung im Militärputsch vom 18. November 1963 und der Kündigung des syrisch-irakischen Militärbündnisses durch das weiterhin baathistische Syrien war es Anfang 1964 zu einer ägyptisch-irakischen Annäherung gekommen. Nasseristische Offiziere hatten am Sturz der Baath-Regierung maßgeblich mitgewirkt und waren in den neuen Revolutionsrat aufgerückt. Eine Regierung aus Nationalisten, Unionisten, Ex-Baathisten und Nasseristen wurde gebildet.
Am 26. Mai 1964 vereinbarten Nasser und Abd as-Sallam Arif die Bildung eines gemeinsamen Präsidentschaftsrates und am 16. Oktober 1964 die Bildung einer Vereinigten Politischen Führung. Dieser am 20. Dezember 1964 gebildeten Vereinigten Führung sollten neben Nasser und Arif auch die Premierminister Ägyptens und des Iraks sowie die jeweiligen Minister für Wirtschaft, Finanzen und Planung, insgesamt 25 Mitglieder (13 Ägypter, 12 Iraker), angehören. Die Vereinigte Führung sollte als ein gemeinsames oberstes Machtorgan für beide Staaten die wirtschaftliche, politische und militärische Vereinigung Ägyptens und Iraks innerhalb von zwei Jahren vorbereiten. Eine gemeinsame Verfassung sollte erarbeitet und durch Volksabstimmungen angenommen werden, bis 1966 sollten Ägypten und Irak eine neue Vereinigte Arabische Republik bilden.
Zur Vorbereitung wurde im Irak ein für die Union verantwortliches Ministerium unter Abd ar-Razzaq Muhyi ad-Din geschaffen. Abd ar-Razzaq Muhyi ad-Din wurde zudem Generalsekretär der Vereinigten Politischen Führung. Nach ägyptischem Vorbild wurde im Juli 1964 auch im Irak eine Arabische Sozialistische Union (ASU) als regierende Einheitspartei und einzig zugelassene politische Organisation gegründet. Am 15. September 1964 wurden die ägyptische und die irakische ASU vereint, und am 24. September 1964 wurden auch die diplomatischen Dienste Ägyptens und Iraks vereint (am 12. Mai 1965 brachen Irak und Ägypten die diplomatischen Beziehungen zur BRD ab). Am 2. Juni 1965 übernahm der Irak den ägyptischen Wappenadler (behielt jedoch drei statt zwei Sterne bei) sowie die ägyptische Nationalhymne als neue staatliche Symbole. Darüber hinaus folgte Arif Nassers Kurs staatlicher Nationalisierungen und sozialer Reformen, doch im Juli 1965 traten die nasseristischen und pro-nasseristischen Minister aus der Regierung Tahir Yahyas aus. Daraufhin berief Präsident Arif mit Arif Abd ar-Razzaq sogar einen Nasseristen als irakischen Premierminister.
Nach kaum einer Woche im Amt putschte ar-Razzaq im September 1965, weil er mit dem dennoch erfolglosen Verlauf der geplanten Vereinigung unzufrieden war. Sein Sturz stärkte die antinasseristischen und baathistischen Militärs im Irak und mit Arifs Tod im April 1966 war das Projekt gescheitert, auch wenn ar-Razzaq noch im Juli 1966 gegen Arifs Bruder bzw. Nachfolger Abd ar-Rahman Arif einen weiteren Putschversuch unternahm und dieser Arif im August 1966 mit Nadschi Talib nochmals einen Nasser-freundlichen Premier berief. In dessen Kabinett wurde das Unionsministerium abgeschafft bzw. in ein Ministerium für allgemeine arabische Einheit umgewandelt. Im Oktober 1966 wurde die irakische ASU direkt der irakischen Regierung unterstellt. Dennoch wurden noch bis November 1966 die Zusammenkünfte der Vereinigten Politischen Führung fortgesetzt, und von Mai 1967 bis April 1968 war Abd ar-Razzaq Muhyi ad-Din nochmals Unionsminister. Die ASU-Vorbereitungskomitees wurden erst mit der erneuten Machtübernahme der Baath-Partei im Juli 1968 endgültig aufgelöst.

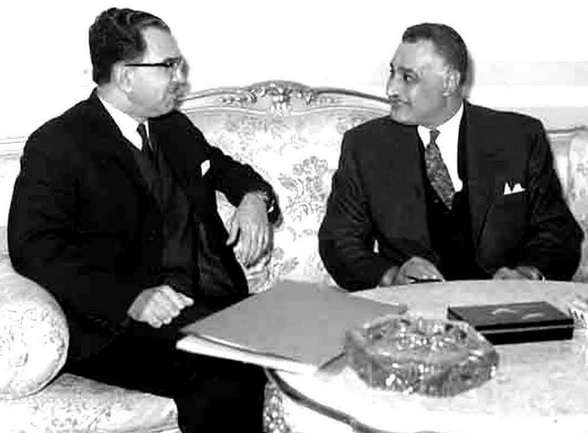
Iraks Premier Bazzaz (li.) und Nasser zeigten sich noch im Februar 1966 zufrieden über den Stand des Einigungsprozesses
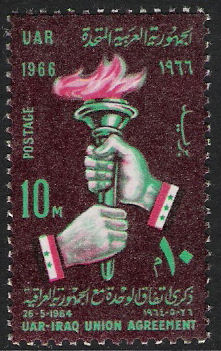
Noch im Mai 1966 wurde auf dieser ägyptischen Briefmarke die geplante Union mit dem Irak gepriesen
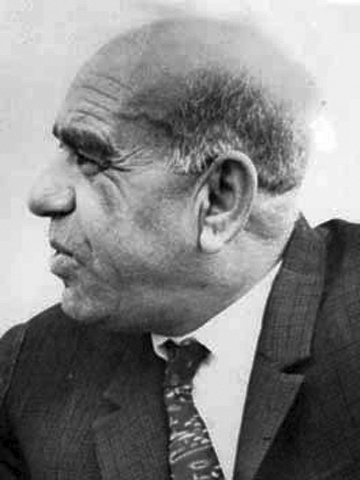
Abd ar-Razzaq Muhyi ad-Din war bis August 1966 Generalsekretär der Vereinigten Führung und Iraks Unionsminister

## Vereinigte Arabische Republik (1964–1967): Ägypten und Nordjemen

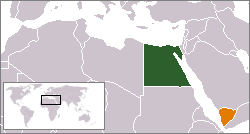
VAR (Ägypten, grün) und Jemenitische Arabische Republik (Nordjemen, orange)

Bereits von 1958 bis 1961 hatte das Königreich Jemen zusammen mit der Vereinigten Arabischen Republik eine lockere Föderation, die Vereinigten Arabischen Staaten, gebildet.
Nach dem Sturz des Königs (1962) war der von as-Sallal gegründeten Jemenitischen Arabischen Republik (JAR) 1963 ein Beitritt zur Ägyptisch-Irakisch-Syrischen Föderation zugesagt, aber wegen des Bürgerkriegs zwischen Republikanern und Royalisten verschoben worden. As-Sallals republikanische Regierung war jedoch auf ägyptische Militär- und Wirtschaftshilfe angewiesen, Nordjemen stand faktisch bereits unter ägyptischer Kontrolle. Ende 1963 bzw. Anfang 1964 war auch im Nordjemen als Massenbasis des Regimes zunächst eine Arabische Sozialistische Union gegründet worden, dann aber mehrfach umbenannt bzw. umstrukturiert worden und weitgehend wirkungslos geblieben.
Anlässlich eines Besuchs Nassers in der JAR vom 23. bis 28. April 1964 äußerte as-Sallal den Wunsch der JAR, sich an die VAR anzuschließen. Nasser aber erklärte, über eine Vereinigung könne erst diskutiert werden, wenn Frieden im Land herrsche und die ägyptischen Soldaten abgezogen seien. Dennoch wurde bei einem Gegenbesuch as-Sallals in Ägypten am 13. Juli 1964 auch zwischen Ägypten und Nordjemen eine Vereinigte Politische Führung als Vorstufe zu einer künftigen Vereinigung beider Staaten vereinbart. Unabhängig von den ägyptisch-irakischen Vereinigungsplänen sollte ein höchster Gemeinsamer Rat die Außen-, Verteidigungs-, Wirtschafts-, Sozial-, Kultur- und Informationspolitik koordinieren, bis die Vorbereitungen für eine Vereinigung Ägyptens und Jemens beendet wären. Den dafür notwendigen Frieden konnte Ägypten jedoch weder durch Truppen erzwingen noch durch Verhandlungen erreichen (1965). Faktisch hatte Nasser schon während der (erfolglosen) Friedensverhandlungen 1965 Abstand von der Vereinigung genommen, und 1966 hatte Sallal ein vom ägyptischen Adler verschiedenes Staatswappen eingeführt. Mit dem Rückzug der Ägypter sowie dem darauffolgenden Sturz as-Sallals war das Einheitsprojekt Ende 1967 endgültig gescheitert.
Obwohl das ägyptisch-jemenitische Einheitsprojekt unabhängig war vom ägyptisch-irakischen Einheitsvorhaben, so wurde auch Irak zumindest indirekt in den jemenitischen Bürgerkrieg verwickelt. Im Dezember 1964 hatten Nasser und Arif in einer gemeinsamen Erklärung für die republikanische Sache im Jemen offen Partei ergriffen, ebenso im Februar 1966, und noch im September 1966 sagte der irakische Verteidigungsminister den ägyptischen Truppen in Jemen militärische Unterstützung zu. Stattdessen kamen von September 1967 bis Januar 1968 nur drei Iraker als Teil eines irakisch-marokkanisch-sudanesischen Komitees zur Überwachung der Entflechtung zwischen abziehenden ägyptischen und von Saudis unterstützten royalistischen Einheiten zum Einsatz.

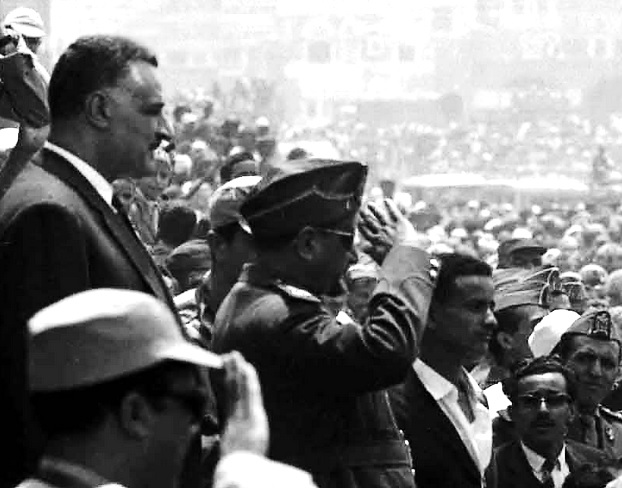
Nasser stand von Anfang an hinter as-Sallals Republikanern, wollte im April 1964 aber keine vorschnelle Vereinigung
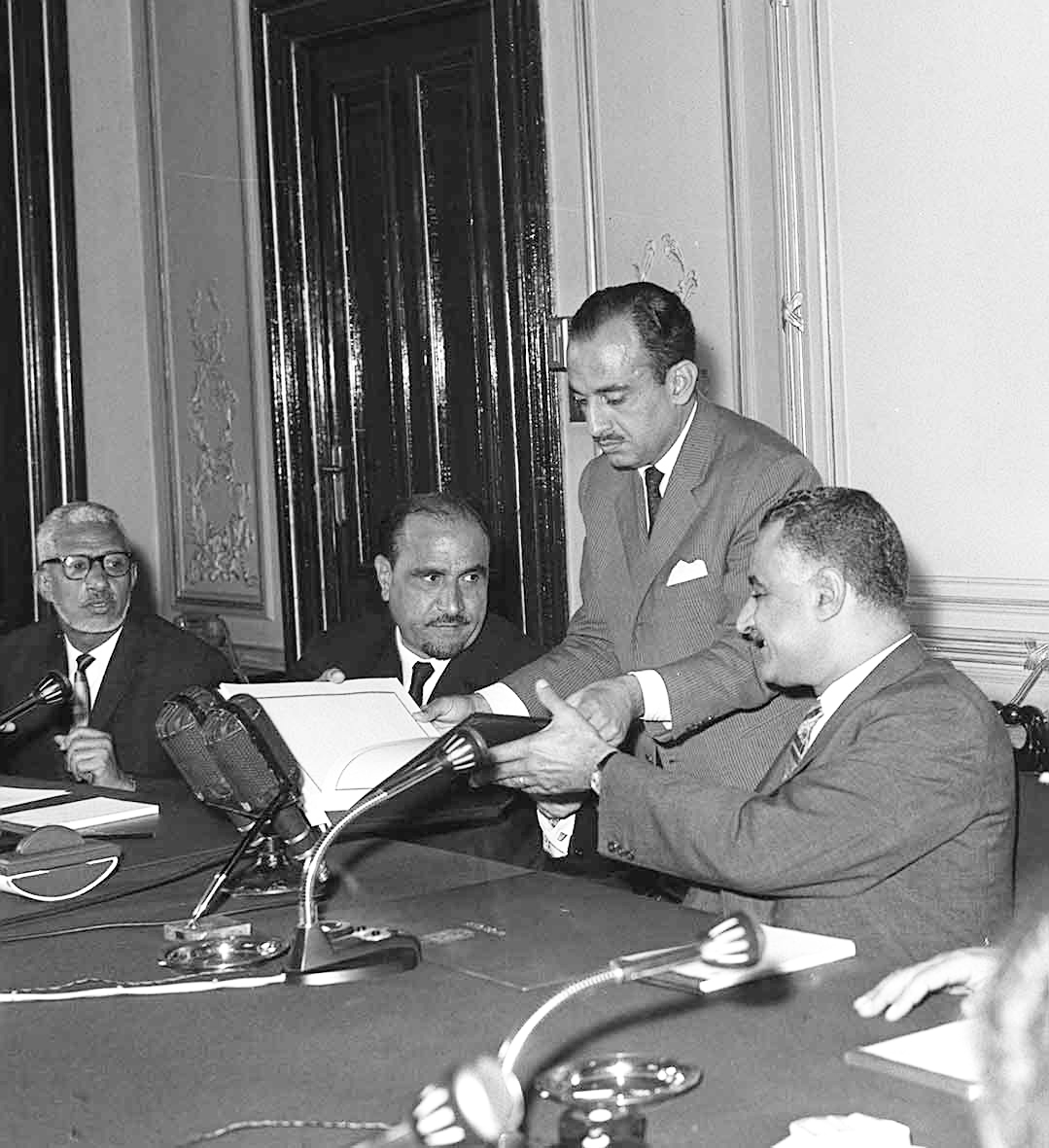
Im Juli 1964 vereinbarten Nasser und Sallal eine schrittweise Integration ihrer Staaten bis hin zur vollständigen Union
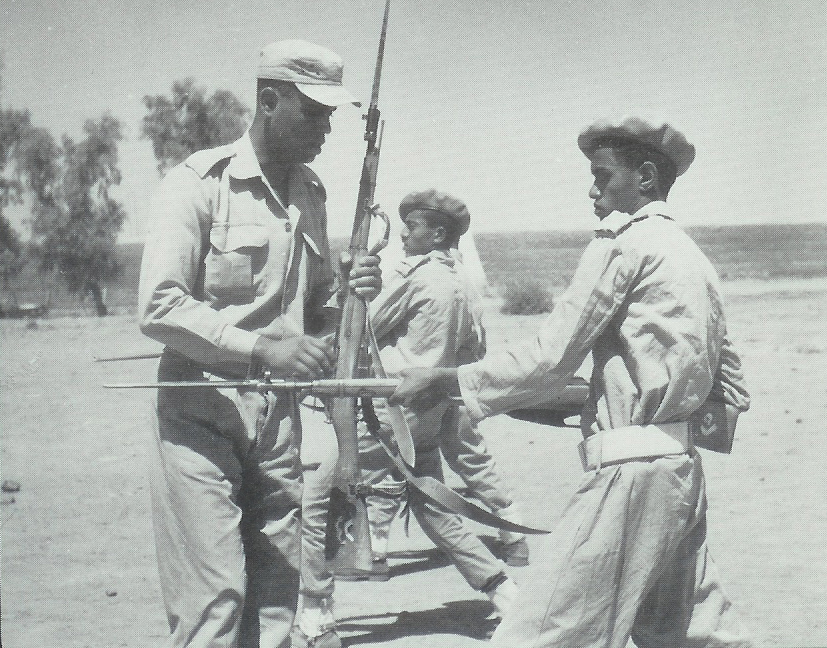
An der Militärakademie Sanaa wurden bis 1967 republikanische Soldaten von ägyptischen Ausbildern trainiert

## Syrien und Jordanien (1975)

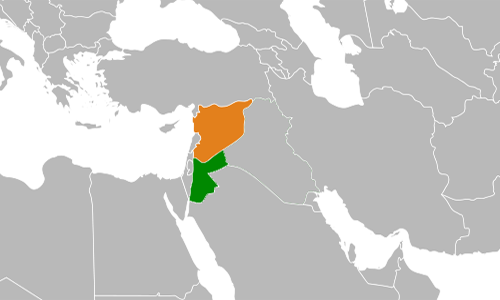
Syrien (orange) und Jordanien (grün)

Nach der Niederlage Ägyptens und Syriens im Oktoberkrieg und dem Scheitern der Föderation Arabischer Republiken mit Libyen 1973 bedeuteten die ägyptisch-israelischen Truppenentflechtungsabkommen von 1974 und 1975 ein faktisches Ende der ägyptisch-syrischen Militärallianz. Syrien suchte daher den Ausgleich mit Jordanien und Saudi-Arabien, und mit weniger Erfolg auch zum Irak und den Palästinensern. Jordanien wiederum sah sich von den USA nach einem im Kongress gestoppten Waffengeschäft isoliert.
Am 12. Juni 1975 wurden zwischen dem syrischen Präsidenten Hafiz al-Assad und dem jordanischen König Hussein I. mehrere politische und wirtschaftliche Kooperationsabkommen geschlossen und zu deren Umsetzung ein gemeinsamer Oberster Politischer Kommandorat vereinbart. Ein Gemeinsames Oberstes Komitee sollte ein gemeinsames Militärkommando, politische Koordination und wirtschaftliche Integration vorantreiben. Ergänzt wurden diese Kooperationsabkommen 1976 durch eine beginnende Integration der diplomatischen Vertretungen im Ausland.
Beim Treffen in Damaskus beschlossen Assad und Hussein am 22. November 1976 die beschleunigte Koordination bzw. Integration und bei einem weiteren Treffen am 6. Dezember billigten beide Staatschefs die vom gemeinsamen Komitee bisher beschlossenen Integrationsmaßnahmen, doch nur zwei Wochen später vereinbarte Assad stattdessen mit Ägyptens Präsident Sadat ein Gemeinsames Politisches Kommando. Mit der erneuten zwischenzeitlichen Hinwendung Syriens zu Ägypten (1976–1977), Irak (1978–1979) und Libyen (1980–1981) wurde das syrisch-jordanische Integrationsprojekt obsolet, 1980 standen sich syrische und jordanisch-irakische Truppen an der Grenze feindlich gegenüber.

## Ägypten, Libyen, Sudan und Syrien (1969–1970 bzw. 1976–1977)

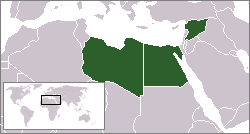
Libysch-Ägyptisch-Syrische Föderation Arabischer Republiken

Nach dem Putsch Muammar al-Gaddafis in Libyen und dem Putsch Dschafar an-Numairis im Sudan war Ende 1969 zwischen Ägypten, Libyen und dem Sudan eine Revolutionäre Arabische Front und später auch eine Vereinigte Politische Führung vereinbart worden, die in eine Föderation Arabischer Republiken münden sollte. Auch Syrien plante Ende 1970 den Beitritt zu dieser Föderation.
Nach Nassers plötzlichem Tod (September 1970), dem Putsch Hafiz al-Assads (November 1970) und einem pro-kommunistischen Putschversuch im Sudan (Juli 1971) hatte sich die Ausgangslage jedoch verändert. Die Föderation wurde 1971 von Ägypten, Libyen und Syrien gebildet und trat am 1. Januar 1972 in Kraft, Sudan sollte sich zu einem späteren Zeitpunkt anschließen.
Innerhalb der Föderation vereinbarten Ägypten und Libyen 1972 eine Union, die von einer Vereinigten Politischen Führung vorbereitet werden sollte. Diese Vereinigte Führung sollte die Grundlagen des Zusammenschlusses erarbeiten, gemeinsame Komitees sollten dann eine Verfassung, eine gemeinsame Militärführung und die wirtschaftliche, finanzielle und juristische Vereinigung erarbeiten. Das Projekt scheiterte schon 1973. Ebenfalls innerhalb der Föderation vereinbarten 1976 auch Syrien und Ägypten eine Union, die wiederum durch eine Vereinigte Politische Führung vorbereitet werden sollte. Auch Sudan beabsichtigte 1977 wieder, sich der Vereinigten Führung bzw. der Ägyptisch-Syrischen Union anzuschließen. Selbst Somalia äußerte den Wunsch, sich anzuschließen.
Nach dem Jerusalem-Besuch des ägyptischen Präsidenten Sadat lösten Syrien und Libyen die Föderation im November 1977 endgültig auf.

## Syrien und Irak (1979)

Syrien (orange) und Irak (grün)

Der syrisch-ägyptische Bruch und die Wirkungslosigkeit der Front der Standhaftigkeit gegen einen ägyptisch-israelischen Separatfrieden, aber auch der israelische Einmarsch in den Libanon brachten die seit Jahrzehnten verfeindeten Baath-Regimes Syriens und Iraks wieder einander näher. Einer Ende 1978 beschlossenen Charta der gemeinsamen nationalen Aktion folgte Anfang 1979 gar die Ankündigung einer syrisch-irakischen Union. Die schrittweise Integration der beiden baathistischen Staaten sollte zunächst ein Gemeinsames Hohes Politisches Komitee, ab Juni 1979 schließlich eine Gemeinsame Politische Führung (bestehend aus Iraks Präsident al-Bakr, Syriens Präsident Assad und Iraks Vizepräsident Saddam Hussein) vorbereiten. Nach der Ablösung al-Bakrs durch Saddam Hussein scheiterte das Projekt jedoch schon im Juli 1979 an erneuten syrisch-irakischen Gegensätzen.

## Libyen, Sudan und Tschad (1989–1990)
Syrien und Libyen einerseits bzw. Ägypten und Sudan andererseits verfolgten fortan voneinander unabhängige Vereinigungsprojekte. Erst nach einem Militärumsturz im Sudan 1989 vereinbarten Libyen und Sudan wieder eine Vereinigte Politische Führung zur Koordination der Außen-, Wirtschafts- und Verteidigungspolitik, diesmal zusammen mit dem Tschad. Doch schon 1990 stürzten Libyen und Sudan gemeinsam die Regierung im Tschad und vereinbarten einen libysch-sudanesischen Einheitsstaat, der 1994 endgültig scheiterte.